# Gerhard Buddenbohm
Gerhard Buddenbohm (* 13. April 1949 in Kutenhausen, heute Minden) ist ein ehemaliger deutscher Handballspieler. Er wurde mit dem TSV Grün-Weiß Dankersen 1977 deutscher Meister.

## Karriere
Gerhard Buddenbohm begann seine Karriere beim Regionalligisten TuS Eintracht Minden und spielte von 1972 bis 1979 in der Handball-Bundesliga für den TSV Grün-Weiß Dankersen. 1974 wurde er von Bundestrainer Vlado Stenzel für das Vier-Länder-Turnier der Nationalmannschaft in der Schweiz nominiert; bei zwei Einsätzen gegen Ungarn und Island erzielte er jeweils einen Treffer.

## Erfolge
- Deutscher Meister: 1977
- Deutscher Pokalsieger: 1975, 1976 und 1979
- Deutscher Vizemeister: 1975 und 1976
- Vize-EHF-Europapokalsieger der Pokalsieger: 1976

## Auszeichnungen
- Verleihung der Ehrenmitgliedschaft des GWD Minden e.V. am 23. September 2017

## Privates
Buddenbohm war bis zu seinem Renteneintritt im Jahre 2014 als Diplom-Ingenieur im Maschinenbau bei der Melitta-Gruppe in Minden beschäftigt, zuletzt als Mitglied der Geschäftsleitung bei dem Melitta-Unternehmen COFRESCO.
Er ist verheiratet und hat 3 Söhne.
Von 2002 bis 2015 war er ehrenamtlicher Geschäftsführer des Sponsorenpools GWD POOL 100.
In der Amtsperiode von 2014 bis Ende 2018 war G. Buddenbohm ehrenamtlicher Richter (Schöffe) am Landgericht Bielefeld.
Gerhard Buddenbohm ist seit 2010 ehrenamtliches Kuratoriums-Mitglied der WILLY-RICHTER-STIFTUNG, Minden.
Von 2011 bis Juni 2018 war er ehrenamtliches Mitglied im Beirat der GWD Minden Handball-Bundesliga GmbH & Co. KG.
Außerdem ist er Mitautor des 2014 erschienenen GWD-Buches GRÜN UND WEIß.
Zum 100-jährigen GWD-Jubiläum (Am 31. Mai 2024) hat Gerhard Buddenbohm eine umfassende GWD-Chronik verfasst, die seit dem 21. August 2023 auf den GWD-Homepages:
www.gwd-minden.de und www.gwd-online.de online abrufbar ist.